# Чајавец
Чајавец је бањолучка фабрика која се бави производњом електромашина и апарата. Предузеће је у вријеме СФРЈ производило транзисторе и високософистицирану војну опрему, а 1991. године је запошљавало 10.500 радника, од чега више од 2.000 инжењера. Творница је отворена 1950. године, и након Творнице дувана и обуће многе младе дјевојке су добиле прилику за масовно запошљавање.
Почетак производње телевизора и канал-преклопника шездесетих година отворио је могућност рада у тракама, што је имало за посљедицу запошљавање већег броја неквалификованих радника и серијску производњу од стотињак хиљада комада високе (признате) квалитете.
„Чајавец“ је прије рата био један од највећих привредних субјеката бивше Југославије. Овај гигант, некада носилац развоја града Бањалуке и цијеле регије, сада броји једва стотињак радника. Његови објекти у центру града су распродати или под закупом, предузећа приватизована, а велики дио опреме, средстава за производњу, као и архива, покрадени.
Чајавец је обухватао и неколико десетина предузећа која су пословала у оквиру пословног система Чајавец.